# グレーテスト・ヒット第2集 (アルバム)
『グレーテスト・ヒット第2集』（英: Bob Dylan's Greatest Hits Vol. II）は、1971年にリリースされたボブ・ディランのベスト＆コンピレーション・アルバム。
ビルボード・トップ LP's チャートで最高14位、全英アルバム・チャートで12位を記録した。前『ボブ・ディランのグレーテスト・ヒット』（1967年）とともに最も売れているディランのアルバムで、RIAA より5xプラチナ・ディスクに認定されている。

## 解説
これまでにリリースした楽曲に加え、 ディランの要望により「川の流れを見つめて」、「マスターピース」、「アイ・シャル・ビー・リリースト」 "Tomorrow is a Long Time" 、 "You Ain't Goin' Nowhere" 、 "Down in the Flood" の他アルバム未収録・未発表曲を「ミキシングの手を加えない」という条件で収録している。
ジャケットに使用された写真三枚は、ジョージ・ハリスンが主催した『バングラデシュ・コンサート』に出演した際のもの。

## 収録曲
全曲、作詞・作曲: ボブ・ディラン

### Side 1
1. 川の流れを見つめて - Watching the River Flow – 3:32
2. くよくよするなよ - Don't Think Twice, It's All Right – 3:36
3. レイ・レディ・レイ - Lay Lady Lay – 3:14
4. メンフィス・ブルース・アゲイン - Stuck Inside of Mobile with the Memphis Blues Again – 7:06

### Side 2
1. アイル・ビー・ユア・ベイビー・トゥナイト - I'll Be Your Baby Tonight – 2:37
2. オール・アイ・リアリー・ウォント - All I Really Want to Do – 4:02
3. マイ・バック・ページズ - My Back Pages – 4:21
4. マギーズ・ファーム - Maggie's Farm – 3:49
5. 今宵はきみと - Tonight I'll Be Staying Here with You – 3:21

### Side 3
1. シー・ビロングズ・トゥ・ミー - She Belongs to Me – 2:46
2. 見張塔からずっと - All Along the Watchtower – 2:30
3. マイティ・クイン - The Mighty Quinn (Quinn the Eskimo) – 2:43
4. 親指トムのブルースのように - Just Like Tom Thumb's Blues – 5:25
5. はげしい雨が降る - A Hard Rain's a-Gonna Fall – 6:47

### Side 4
1. イフ・ナット・フォー・ユー - If Not for You – 2:38
2. イッツ・オール・オーバー・ナウ、ベイビー・ブルー - It's All Over Now, Baby Blue – 4:13
3. 明日は遠く - Tomorrow is a Long Time (previously unreleased) – 3:01
1963年ニューヨーク、タウン・ホール、ライブ
4. マスターピース - When I Paint My Masterpiece (previously unreleased) – 3:22
5. アイ・シャル・ビー・リリースト - I Shall Be Released (previously unreleased) – 3:01
6. ゴーイング・ノーホエア - You Ain't Going Nowhere (previously unreleased) – 2:41
7. ダウン・イン・ザ・フラッド - Down in the Flood (previously unreleased) – 2:46

- Session with Leon Russel, Delanie & Bonnie & Friends - 1-1, 4-4
- Session with Happy Traum - 4-5, 4-6, 4-7

## 反響・評価
アルバムは1972年1月22日付『ビルボード』誌「トップ LP's」チャートで最高14位を記録し、全英アルバム・チャートで12位を記録した。前ベスト・アルバム『ボブ・ディランのグレーテスト・ヒット』（1967年）とともにディランのアルバムの中で最も売れているアルバムで、アメリカ・レコード協会 RIAA により1972年1月3日にゴールド・ディスク、1986年11月21日にプラチナ・ディスク、1994年11月14日に2xプラチナ・ディスク、1997年9月8日に5xプラチナ・ディスクに認定されている。

## チャート
| 年     | チャート                      | 最高順位 |
| ------ | ----------------------------- | -------- |
| 1972年 | ビルボード・トップ LP's 200   | 14       |
|        | 全英アルバム・チャート Top 75 | 12       |

## リリース
アメリカ
| 日付           | レーベル | フォーマット | カタログ番号 | 付記 |
| -------------- | -------- | ------------ | ------------ | ---- |
| 1971年11月17日 | Columbia | 2LP          | KG 31120     |      |
|                | Columbia | 2CD          | CK           |      |

日本
2005年、再発CDが日本のオリコンで214位を記録した。
| 日付           | タイトル表記               | レーベル  | フォーマット | カタログ番号     | 付記                                                 |
| -------------- | -------------------------- | --------- | ------------ | ---------------- | ---------------------------------------------------- |
| 1971年11月     | グレーテスト・ヒット第2集  | CBSソニー | 2LP          | SONP-50450･51    |                                                      |
| 1976年         | グレーテスト・ヒット第Ⅱ集  | CBSソニー | 2LP          | 40AP 282･283     |                                                      |
| 1987年8月26日  | グレーテスト・ヒット第Ⅱ集  | CBSソニー | 2CD          | 48DP 1031･1032   | CBS CD ROCK 100                                      |
| 1995年11月22日 | グレイテスト・ヒット第Ⅱ集  | ソニー    | 2CD          | SRCS 9009･9010   | NICE PRICE LINE                                      |
| 1999年9月22日  | グレイテスト・ヒッツ VOL.2 | SME       | 2CD          | SRCS 9482･9483   | リマスター、NICE PRICE                               |
| 2005年9月21日  | グレーテスト･ヒット第2集   | ソニー    | 2CD          | MHCP-838･839     | 1999年デジタル・リマスター、紙ジャケ、完全生産限定盤 |
| 2006年12月20日 | グレーテスト・ヒット第2集  | ソニー    | 2CD          | MHCP-1216･1217   | 1999年デジタル・リマスター、NICE PRICE               |
| 2009年9月30日  |                            |           | 2Blu-spec CD | SICP-20222･20223 |                                                      |